# Alfred Pennyworth
Alfred Pennyworth egy, a DC Comics által kitalált szereplő; Bruce Wayne alias Batman segítője. Megalkotói az író Bob Kane és Jerry Robinson művész. Első megjelenése a Batman 16. számában (1943, Április-Május) volt.

## Története
Alfred Pennyworth brit ősök leszármazottja, de már apja, sőt nagyapja is inasként szolgálták a gazdag Wayne-familiát Gotham Cityben. Apja az ifjú Alfredet is erre a feladatra szánta. Ám a fiút elcsábította a színház világa és édesanyja nyomdokaiba lépett. Alfred főleg akciójelenetekben brillírozott, katonai szolgálata idején egészségügyi kiképzést is kapott.
Amikor apja meghalt, iránta érzett tiszteletből Alfred állást vállalt Dr. Thomas Wayne és felesége, Martha házában. Persze hívta őt a színház, ám amikor munkaadóit meggyilkolták, Alfred a Wayne-villában maradt Bruce, az ifjú árva mellett, és segített Leslie Thompkins orvosnak gondozni őt.
Éveken át igazgatta a Wayne-villát, akkor is mikor Bruce Wayne hosszabb külföldi útra ment. De végleg csupán akkor hagyott fel színészi álmaival, mikor Bruce magára öltötte Batman jelmezét. Alfredben hűséges társra és segítőre lelt, aki szárnyai alá vette azt a három fiatalt is akik Robin, a Csodafiú szerepét játszották Batman mellett.
Alfred tartja karban Batman roppant fegyver-arzenálját, járműveit, számítógépét és speciális tárgyait. A színfalak mögött nem egyszer játszott kulcsszerepet, és többször megmentette gazdája, a Sötét Lovag életét. Sokszor ellátja Batman sebeit, de nem feledkezik meg komornyiki hivatásáról sem.
Alfred színpadi múltja felbecsülhetetlen segítséget nyújtott, asszisztált a Batman-jelmez megtervezésében, megtanította gazdáját, hogyan játssza el a bohém milliomos szerepét. Színészi adottságait kihasználva gyakran személyesíti meg Bruce Wayne-t telefonon, s detektív képességeit kamatoztatva sokszor végez belső megbízatásokat a Denevérember számára. Csípős szellemessége gyakran ragadtatja őt ironikus észrevételekre és cinikus megállapításokra, de mindemellett hűséges inas és maximálisan lojális társa Batmannek.
Alfred 180 cm magas, súlya 80 kg, szeme kék, haja ősz. Lakhelye a Wayne-villa, Gotham City.

### A Pre-Crisis képregények
A Crisis on Infinite Earths, vagy más néven Pre-Crisis című képregényekben (1938 és 1986 között) a szereplő élete nagyjából fentebb vázolt eseményeket követte, de jó pár eltéréssel. Mint visszavonult színész és hírszerző teljesítette apja, Jarvis utolsó kívánságát, hogy szolgálja a Wayne családot. Batman és Robin már folytatta működését mikor az új komornyik a házba került. Alfred véletlenül fedezte fel a személyazonosságukat.
Alfredet látszólag megölik a 328. részben (1964 június). A 356.-ban feléleszti egy őrült tudós, aminek során a valahai komornyik emberfölötti hatalmakra tesz szert, mint például a telekinézis és Batman ellen fordul. Magára az Outsider- Kívülálló megnevezést használja.

### Post-Crisis
A Crisis utáni képregényekben Alfred már a kezdetektől segített gazdájának a szuperhőspályafutásában.
Találékonysága különösen előtérbe került a No Man Land, Legends of the Dark Knight 118.ik rész cselekményeiben. Mikor Batman hetekre eltűnik, Alfred pedig megmutatja színészi, mesélői, orvosi képességeit, ráadásul kézitusába is keveredik.